# Stade toulousain (féminines)
Maillots
Actualités
Le Stade toulousain est un club de rugby à XV français basé à Toulouse dont l'équipe senior féminine participe au Championnat de France de rugby à XV.

## Historique
Le Stade toulousain rugby féminin est né du rapprochement de l'Avenir Fonsorbais rugby féminin, club féminin de rugby à XV basé à Fonsorbes qui avait absorbé le Toulouse Fémina Sports, et du club masculin phare de la région, le Stade toulousain. David Gérard, ancien joueur du Stade toulousain et entraîneur de l'Avenir Fonsorbais rugby féminin à partir de 2011, contribue grandement au rapprochement des deux entités. À partir de 2013, l'équipe féminine peut profiter des installations du voisin toulousain.
La section féminine du Stade toulousain voit alors le jour en 2014, et entre dans le cadre d'un projet intitulé « Stade toulousain Rugby Féminin 2020 ». L'objectif de ce projet est de développer, en l'espace de six ans, une équipe et une section féminine de haut niveau. Ce projet se base sur le club déjà existant de l'Avenir Fonsorbais, parrainé par le Stade toulousain et entraîné par le fondateur du projet, David Gérard. Ce club est composé de trois équipes féminines, de niveaux Élite, Fédérale et Moins de 18 ans Cadettes, qui intègrent ainsi le Stade toulousain.
Pour la première saison de l'équipe rouge et noir, les joueuses toulousaines remportent le Championnat de France Elite 2 Armelle Auclair, et se qualifient pour la première division du Championnat de France féminin de rugby à XV, en remportant la rencontre face à La Valette sur le score de 27 à 15.
En 2015, David Gérard arrête d'entraîner l'équipe féminine afin de se consacrer à son poste d'entraîneur des crabos du Stade toulousain. Il reste cependant co-président du club.
Le Stade toulousain Rugby féminin dispute donc pour la première fois de son histoire le Top 8, au cours de l'édition 2015-2016. L'équipe parvient à se qualifier pour les phases finales du championnat dès sa première saison.
En 2017, la section féminine intègre définitivement l’association Stade toulousain alors qu'elle n'était jusque-là qu'une section indépendante de l’association, avec laquelle elle ne partageait que le nom et les couleurs ; la fusion est effective auprès de la FFR le 8 juillet 2017. Une quatrième équipe voit alors le jour : les Moins de 15 ans Minimes.

### Logo

Logo Stade toulousain rugby féminin (2014-2017)
Logo Stade toulousain

## Palmarès
- Championnat de France de 1re division :
  - Vainqueur (1) : 2022
  - Finaliste (2) : 2018, 2019
- Championnat de France Elite 2 Armelle Auclair : 
  - Vainqueur : 2015
- Championnat de France féminin 1re division fédérale :
  - Finaliste : 2019 (équipe réserve)
- Championnat de France de rugby à sept élite :
  - Vainqueur (1) : 2019
- Coupe de France de rugby à XV :
  - Vainqueur (2) : 2022, 2024

- Championnat de France -18 ans :
  - Vainqueur : 2025

### Les finales du Stade toulousain
| Compétition             | Date de la finale | Vainqueur                | Score | Finaliste                  | Lieu de la finale                          | Spectateurs |
| ----------------------- | ----------------- | ------------------------ | ----- | -------------------------- | ------------------------------------------ | ----------- |
| Élite 2 Armelle Auclair | 3 mai 2015        | Stade toulousain         | 16-13 | AS bayonnaise              | Stade de Bouque de Lens, Mazères-sur-Salat | 1 500       |
| Top 8                   | 13 mai 2018       | Montpellier HR           | 15-12 | Stade toulousain           | Stade Albert-Domec, Carcassonne            |             |
| Fédérale 1              | 18 mai 2019       | Montpellier HR (réserve) | 12-6  | Stade toulousain (réserve) | Stade Jean-Larrouy, Laloubère              |             |
| Élite 1                 | 18 mai 2019       | Montpellier HR           | 22-13 | Stade toulousain           | Stade Maurice-Trélut, Tarbes               |             |
| Coupe de France         | 24 avril 2022     | Stade toulousain         | 13-5  | AC Bobigny 93              | Stade des Pérouses, Romagnat               |             |
| Élite 1                 | 4 juin 2022       | Stade toulousain         | 16-10 | Blagnac RF                 | Stade Lesdiguières, Grenoble               |             |

## Personnalités du club

### Joueuses emblématiques

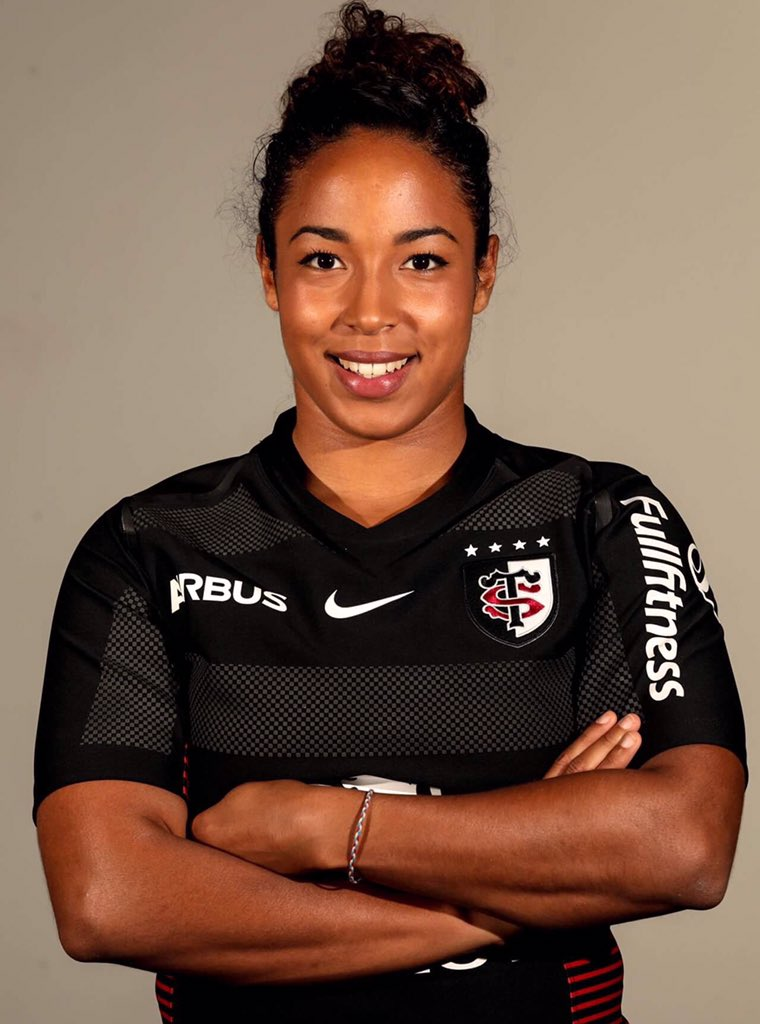
Maïlys Dhia Traoré avec le maillot du Stade toulousain.

- Maïlys Dhia Traoré
- Gaëlle Hermet
- Fiona Lecat
- Marion Peyronnet
- Morgane Peyronnet
- Laure Sansus

### Capitaines
- 2014-2017 : Marion Peyronnet
- 2017-2021 : Roxane Bilon
- 2021-2024 : Gaëlle Hermet
- 2024- : Lou Roboam[6]

### Présidents
- 2014 - 2015 : Sébastien Azzi[7]
- 2015 - 2017 : David Gérard et Gérard Betous[8]

En 2017, le Stade toulousain rugby féminin intègre l'association Stade toulousain, présidée par Gérard Labbe.
- Depuis 2017 : Gérard Labbe

### Entraîneurs
| Saison             | Entraineur(s)                                       | Adjoints                                          |
| ------------------ | --------------------------------------------------- | ------------------------------------------------- |
| 2014-2015          | David Gérard                                        | Nathalie Feucher et Cyril Balester                |
| 2015-décembre 2016 | Pierre Marty (avants) et Philippe Gleyze (arrières) |                                                   |
| Janvier 2017-2018  | Pierre Marty (avants) et Anthony Granja (arrières)  |                                                   |
| 2018-2021          | Anthony Granja                                      | Pascal Belaubre                                   |
| 2021-2023          | Olivier Marin                                       | Pascal Belaubre (avants) et Rémi Favre (arrières) |
| 2023-              | Olivier Marin                                       | Céline Ferrer (avants) et Laure Sansus (arrières) |